# Торопацкое сельское поселение
Торопа́цкое се́льское поселе́ние — упразднённое муниципальное образование в составе Андреапольского района Тверской области.
Административный центр поселения — село Торопаца. На территории поселения находились 34 населённых пункта.

## Географические данные
- Нахождение: восточная часть Андреапольского района
  - Граничит:
    - на севере — с Бологовским и Волокским сельскими поселениями
    - на юге — с Андреапольским и Хотилицким СП
    - на западе — с Торопецким районом, Пожинское и Шешуринское СП

Основные реки — Торопа и её приток Лобница. Много озёр, крупнейшие — Бойно, Жельно, Ладомиро.

## История
В XIX-начале XX века территория поселения относилась к Холмскому уезду Псковской губернии. В 1929—1935 гг. входила в Западную область, с 1935 года — в Калининскую область. В 1944—1957 гг. относилась к Великолукской области, с 1957 опять к Калининской области. В это время восточная часть поселения (бывший Жуковский сельский округ) входила в Ленинский район (центр — г.Андреаполь), а западная часть (бывший Торопацкий сельский округ) — в Серёжинский район (центр — с.Бологово). В 1963—1965 гг. входила в Торопецкий район. С 12 января 1965 относится к Андреапольскому району.
Образовано в 2005 году, включило в себя территории Торопацкого и Жуковского сельских округов.

## Население
| 2002 | 2005 | 2010 | 2011 | 2012 | 2013 | 2014 |
| ---- | ---- | ---- | ---- | ---- | ---- | ---- |
| 358  | ↗637 | ↘431 | ↘428 | ↘374 | ↘359 | ↘337 |
| 2015 | 2016 | 2017 | 2018 | 2019 |      |      |
| ↘287 | ↘257 | ↘233 | ↗242 | ↘232 |      |      |

По переписи 2002 года в присоединённом Жуковском сельском округе было 153 человека.

## Состав сельского поселения
В состав сельского поселения входили 34 населённых пункта:
| №  | Населённый пункт | Тип населённого пункта       | Население |
| -- | ---------------- | ---------------------------- | --------- |
| 1  | Абаканово        | деревня                      | ↗1        |
| 2  | Антаново         | деревня                      | →1        |
| 3  | Баканово         | деревня                      | ↘7        |
| 4  | Бели             | деревня                      | ↗49       |
| 5  | Горняя           | деревня                      | ↘0        |
| 6  | Дешково          | деревня                      | →0        |
| 7  | Дешково          | хутор                        | ↘0        |
| 8  | Жельно           | деревня                      | ↘20       |
| 9  | Жуково           | деревня                      | ↘25       |
| 10 | Замошье          | деревня                      | ↘7        |
| 11 | Заозерье         | деревня                      | ↘9        |
| 12 | Заозерье         | деревня                      | →0        |
| 13 | Заселица         | деревня                      | ↘8        |
| 14 | Кленица          | деревня                      | ↘1        |
| 15 | Козлово Село     | деревня                      | ↗5        |
| 16 | Кордон           | хутор                        | ↗1        |
| 17 | Корнилово        | деревня                      | →0        |
| 18 | Коростино        | деревня                      | →0        |
| 19 | Курцево          | деревня                      | ↗12       |
| 20 | Литвиново        | деревня                      | →0        |
| 21 | Лучки            | деревня                      | ↘0        |
| 22 | Мишутино         | деревня                      | ↗6        |
| 23 | Новики           | деревня                      | ↗1        |
| 24 | Ново-Русаново    | деревня                      | →0        |
| 25 | Ольховец         | деревня                      | →0        |
| 26 | Подберезье       | деревня                      | ↗6        |
| 27 | Пожар            | деревня                      | ↘6        |
| 28 | Пузаново         | деревня                      | →0        |
| 29 | Ручьи            | деревня                      | →0        |
| 30 | Старая           | деревня                      | →0        |
| 31 | Стоякино         | деревня                      | →0        |
| 32 | Студеница        | деревня                      | ↗92       |
| 33 | Торопаца         | село, административный центр | ↘165      |
| 34 | Филиппово        | деревня                      | ↘5        |

### Бывшие населенные пункты
- в бывшем Торопацком сельсовете — Глубокое, Микешино, Михалево, Семихино, Пегасово, и др.; деревня Лопачи присоединена к с.Торопаца.
- в бывшем Жуковском сельсовете — Кочедыково, Кресты, Ровенка, Закрючье, и др.; деревня Горка присоединена к д.Жуково.

## Экономика
Основные хозяйства: СПК «Торопа» и СПК «Жуковский».